# Прапор Боснії і Герцеговини
Прапор Боснії і Герцеговини затверджений 4 лютого 1998 року.
Цей прапор Боснії і Герцеговини був один з трьох, представлених парламенту, призначеним спеціальним представником ООН. Всі прапори використовували одні і ті ж барви: блакитний — колір Організації Об'єднаних націй, але він був замінений на темніший. Зірки представляють Європу. Трикутник символізує три основні групи населення країни (мусульман, хорватів і сербів) і контури країни на карті.

## Історія

Прапор Боснійського банату (1154-1377)
Прапор Боснійського королівства (1377-1463)
Прапор Західної Боснії (1760)
Прапор боснійського повстання (1831-1832)

Прапор Кондомініуму Боснії та Герцеґовини під час австро-угорської адміністрації (країна формально була під суверенітетом Османської імперії) (1878–1908)
Прапор Боснії після анексії Австро-Угорщиною (1878–1908)
Прапор Боснії після анексії Австро-Угорщиною (1908)
Прапор Герцеґовини після анексії Австро-Угорщиною (1878–1918)
Прапор Боснії після анексії Австро-Угорщиною (1908–1918)

Прапор боснійськогерцеґовинських партизан під час Другої світової війни (27 November 1943)
Прапор СР Боснії та Герцеґовини  (31 грудня 1946 − 6 квітня 1992)

Прапор Республіки Боснії та Герцеґовини (20 травня 1992 − 3 лютого 1998)

## Конструкція прапора
|                     |
| Конструкція прапора |

## Альтернативні пропозиції прапора

Проєкт 1
Проєкт 2
Проєкт 3
Проєкт 4
Проєкт 5
Проєкт 6
Проєкт 7